# Baeckea utilis
Baeckea utilis är en myrtenväxtart som beskrevs av Ferdinand von Mueller och Friedrich Anton Wilhelm Miquel. Baeckea utilis ingår i släktet Baeckea och familjen myrtenväxter. Inga underarter finns listade i Catalogue of Life.